# Foxfire - Ragazze cattive
Foxfire - Ragazze cattive (Foxfire, confessions d'un gang de filles) è un film del 2012 diretto da Laurent Cantet.
Il soggetto è tratto dal romanzo Ragazze cattive di Joyce Carol Oates.

## Trama
1955, Stato di New York. Alcune ragazze quindicenni, sentendosi quotidianamente sopraffatte dagli uomini che vedono come nemici, costituiscono una sorellanza che chiamano Foxfire, allo scopo di aiutare sé stesse ed altre ragazze in difficoltà. La mente del gruppo è Margaret Sadovsky, detta Legs (in inglese, "gambe"), svelta e intelligente. La scrivana e narratrice è Madeleine "Maddy" Wirtz, la quale si assume il compito di documentare le imprese delle affiliate con una macchina da scrivere comprata da suo zio (che ha tentato di violentarla, rimediando un pestaggio da parte delle altre).
Legs decide di praticare un tatuaggio a forma di fiamma a ciascuna delle "sorelle di sangue". Da quel momento le ragazze vanno in giro a commettere bravate, sempre ai danni di uomini. Arrivano anche a rubare un'auto e vengono catturate dalla polizia. Legs, che era al volante, viene condannata a "minimo cinque mesi" di riformatorio; le altre a dodici mesi di libertà vigilata.
Dopo la scarcerazione di Legs, tutte insieme (si sono aggiunte altre ragazze, anche di età maggiore) vanno ad abitare in una fattoria abbandonata presa in affitto, dove intendono vivere in pace lontano da tutti. Ma, dovendo mangiare e pagare l'affitto, si ingegnano ad adescare uomini per poi derubarli, senza mai concedersi a loro, cosa assolutamente vietata dallo statuto delle Foxfire.
Una ragazza conosciuta in riformatorio, Marianne, invita Legs a casa sua. Suo padre è ricchissimo. Questo fatto, oltre ai suoi discorsi, fa venire a Legs un'idea. Alla fattoria molte si accorgono che lei ha qualcosa in mente. Maddy decide di andarsene e dice, fuori campo, di aver saputo il resto degli avvenimenti solo molti anni dopo. Un'altra ragazza, Rita, viene espulsa perché frequenta un ragazzo.
Le Foxfire rapiscono il signor Kellogg, padre di Marianne, e intendono chiedere un milione di dollari di riscatto. Ma l'uomo si rifiuta di collaborare e perfino di mangiare. Prega per l'anima delle sue rapitrici (ha riconosciuto Legs dalla voce). Le ragazze, esasperate, tentano di portarlo con la forza ad un telefono pubblico per far sapere a moglie e figlia che sta bene. Ma lui oppone resistenza. Nella confusione parte un colpo di pistola che lo ferisce in modo piuttosto serio. Legs (che non è un'assassina) corre a chiamare un'ambulanza e dice alle altre di scappare, che l'idea è stata sua e deve pagare solo lei. Ma tre di loro, Lana, Goldie e VV, non la abbandonano.
Arriva l'ambulanza e soccorre il malcapitato. Le quattro fuggono in macchina, presto inseguite da un'auto della polizia, che riescono a seminare imboccando un ponte a tutta velocità. 
Anni dopo, Maddy incontra per caso Rita, che sta portando a passeggio in carrozzina il suo bambino. Maddy chiede notizie delle altre. Rita risponde che due delle fuggiasche di quella notte, Lana e Goldie, sono state arrestate e molto dopo rilasciate. Invece Legs e l'altra, VV, sono scappate. Le mostra un articolo di giornale, dal titolo "Fidel Castro nella Sierra Maestra". In una foto sfuocata, tra la vegetazione, si scorge un viso di ragazza. È Margaret Sadovsky detta Legs, anche se entrambe, Rita e Maddy, dicono di non essere sicure di riconoscerla.